# Голденков, Евгений Алексеевич
Евгений Алексеевич Голденков (род. 20 ноября 1971) — советский и российский хоккеист, защитник. Хоккейный агент.

## Биография
Воспитанник «Шахтёра» Прокопьевск. Выступал за «Шахтёр» (1987/88 — 1989/90, 1992/93, 1994/95 — 1995/96), «Металлург» Новокузнецк (1990/91 — 1994/95), СКА / СКА-«Амур» Хабаровск (1995/96 — 1998/99), «Амур-2» (1998/99), «Сибирь» Новосибирск (1999/2000).
Учредитель и руководитель ряда компаний. Генеральный директор ООО «Спорт-Систем» (Москва).
Сын Дмитрий также играл в хоккей.